# Juan Carlos Oblitas
Juan Carlos Oblitas Saba (Mollendo, 16 de febrero de 1951) es un exfutbolista peruano. Jugaba en la posición de puntero izquierdo donde se destacó por su velocidad, habilidad, regate y pegada precisa al gol. 
Fue uno de los punteros izquierdos más notables que tuvo el fútbol peruano en toda su historia. En el Perú jugó en Universitario de Deportes donde es reconocido y en Sporting Cristal. Pieza importante en la Selección de fútbol del Perú entre 1975 y 1985. Desde 2013 a 2014 se desempeñó como comentarista en GolTV (Perú). En enero del 2015 fue designado director deportivo de la Federación Peruana de Fútbol, cargo que mantiene en la actualidad. 
Considerado uno de los mejores extremos peruanos de la historia y uno de los jugadores históricos del Club Universitario de Deportes, donde fue uno de los integrantes de la época dorada del equipo (1967-1975) donde consiguieron tres campeonatos locales y un subcampeonato de la Copa Libertadores  en 1972, es recordado por haber sido pieza clave de la selección peruana en la Copa América de 1975 donde se consagró campeón continental, torneo en el que además fue uno de los goleadores y considerado el mejor extremo izquierdo del certamen. Cabe destacar que en la Blanquirroja, Juan Carlos Oblitas fue el autor del único gol de la famosa victoria de Perú ante la selección de Francia en el Parque de los Príncipes.
Forma parte de la generación dorada de futbolistas peruanos de la década de 1970 junto con Teófilo Cubillas, Héctor Chumpitaz, Hugo Sotil, Roberto Challe, César Cueto, Juan José Muñante, Percy Rojas, Ottorino Sartor, Ramón Mifflin, Oswaldo Ramírez y otras figuras.

## Biografía
Juan Carlos Oblitas, conocido como el Ciego debido a que en su época jugaba con lentes de contacto, nació en Mollendo (Arequipa), el 16 de febrero de 1951, fueron sus padres don Carlos Oblitas y doña Carmen Saba. Cursó estudios de preparatoria en el Colegio María Auxiliadora, la primaria en el Colegio San Francisco y sus estudios secundarios en la GUE Dean Valdivia de su tierra natal, en donde jugó por la selección del colegio. En ese entonces era conocido por sus amigos como "Cachito". Su primer equipo fue el Nacional de Mollendo. Ya en Lima se preparó para ingresar a la Universidad, llegando a estudiar pre-médicas durante un año con el objetivo de seguir Medicina. Su afición por el deporte lo hace optar por una carrera más corta y empieza a estudiar Contabilidad.
En 1971 se casa con Virginia Villamarín, a quien conoce en el distrito de Magdalena del Mar. Tiene 3 hijos (Gisella (n.1972), Juan Fernando (n.1973) y Vanessa (n.1981).

### Comentarista deportivo
Oblitas ya como periodista deportivo, se convirtió en comentarista de ATV (Canal 9) y Gol TV (Movistar TV) durante el año 2013. Para la Copa Mundial de Fútbol de 2014 Oblitas fue designado comentarista deportivo del mundial qué fue transmitido por Radio RPP (AM 870).
En 2014 ingresa como panelista del programa Pasión por el Fútbol de América Televisión, y posteriormente durante 2014 y 2015 en el programa Fútbol en América.

## Trayectoria

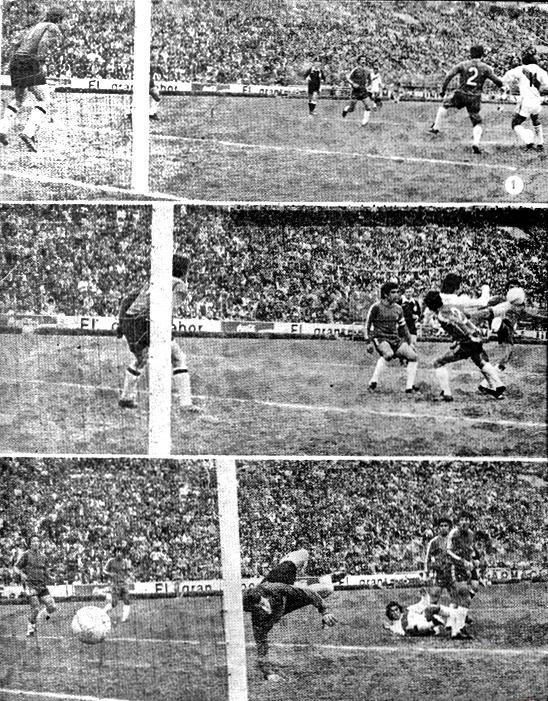
Juan Carlos Oblitas hace un gol de «chalaca».

Sus inicios en el fútbol lo hizo en el Nacional FBC de Mollendo (Arequipa) en el año 1965. Ya en Lima Juan Carlos iba todas las tardes, con su tío Jacobo Saba, al club las Terrazas de Miraflores a jugar fulbito. Llega a Universitario de Deportes a los 17 años en 1968, y en esa época, al entrenador de las categorías inferiores Alejandro "Cholo" Heredia solo le bastaron 20 minutos para darse cuenta de las aptitudes del joven Juan Carlos. Ese año Oblitas salió campeón con la U en el torneo de juveniles y el de reservas. 
En 1969 se produce el debut profesional frente al Atlético Grau en Piura, y a fines de 1970 su primera convocatoria a una selección nacional. Fue en ocasión del torneo Juventud de América que se disputó en Paraguay en 1971. Su debut oficial en competencias internacionales se produjo en un clásico ante Alianza Lima por un partido de la Copa Libertadores de 1972. Y es a mediados de 1972 que Oblitas se consolida en el ataque de la U junto con Cachito Ramírez, ya como titular y bajo la dirección técnica de Roberto Scarone. Luego viajaría a jugar en España con el Elche CF en 1975 y posteriormente sería contratado en México, por los Tiburones Rojos de Veracruz donde jugaría de 1975 a 1977 formando parte de una delantera muy recordada con el argentino Jorge Coch como extremo derecho y del uruguayo Ricardo Brandon como centro delantero. 
Regresa al Perú y juega en Sporting Cristal desde agosto de 1977 donde se consagraría Bicampeón nacional en 1979 y 1980, logro que obtuvo al lado de grandes jugadores de talla mundial como Alfredo Quesada, Ramón Mifflin, Héctor Chumpitaz, Percy Rojas, Roberto Mosquera, Rubén Díaz entre otros. A mediados de 1980 viajó a Bélgica para enrolarse en el RFC Seresien llegando a campeonar en 1982. A mediados de 1984 regresó al Perú para volver a defender la camiseta de Universitario, ayudando al equipo crema a obtener el subtítulo nacional. En 1985, su último año como profesional, no solo asumiría la capitanía del equipo sino que también fue un jugador clave para que la U obtuviera el título nacional aquel año. Y si bien "el ciego" se retiró pocas fechas antes de finalizar el torneo, se dio el gusto de dar una última vuelta olímpica con el club del cual es hincha confeso.

### Como entrenador
Debutó como entrenador en 1987 consiguiendo el título de campeón nacional con Universitario de Deportes. Dirige a este equipo hasta septiembre de 1990 y en octubre de ese año es contratado por el club Sporting Cristal. En 1991 se corona campeón con el equipo rímense. Ese equipo de Sporting Cristal 1991 estaba integrado por jóvenes promesas como Pablo Zegarra, Roberto Palacios, Flavio Maestri, asimismo por jugadores salidos de las canteras como Miguel Miranda, Percy Olivares, Francesco Manassero y por gente experimentada como Julio César Uribe, Franco Navarro, Leo Rojas, Eugenio La Rosa, Jorge Arteaga y Julio César Antón (los 3 primeros mundialistas al igual que él en el año 1982) y reforzado por los argentinos arquero Carlos Castagneto, volante Juan Carlos Kopriva y delantero Horacio Baldessari. En 1992 obtiene el subtítulo con el equipo rímense.
En 1993 deja el Sporting Cristal porque es nombrado asistente técnico de Vladimir Popović en la selección peruana para las eliminatorias mundialistas. A finales del mes de octubre de ese año vuelve al club celeste, el equipo obtuvo el tercer lugar. En 1994 y 1995 se corona bicampeón nacional con Sporting Cristal. El 1994 dirige al equipo denominado "La máquina celeste" por la cantidad de goles que anotó el equipo en el campeonato peruano: 113 goles en 38 partidos. El año 1995 se consagra nuevamente campeón nacional con el equipo celeste, en un partido jugado ante Alianza Lima en el Estadio Nacional. En noviembre de ese año Sporting Cristal, bajo su dirección técnica, llega a ocupar el puesto 12 del Ranking Oficial Fifa, puesto aún no igualado por algún equipo peruano.
En 1996 es nombrado director técnico de la Selección de fútbol del Perú. Estuvo al frente del seleccionado peruano desde 1996 hasta 1999. Su proyecto se inició en un clima de mucha presión y crítica por un sector de los hinchas y de la prensa, que acumulaban la frustración de dos procesos eliminatorios decepcionantes previos. Perú hizo una magnífica Copa América 1997, dirigida directamente por el asistente técnico de Oblitas, Freddy Ternero. Se logró el cuarto lugar en la competición después de mucho tiempo. 
Igualmente, Oblitas realizó con la selección una campaña en las Eliminatorias para la Copa Mundial de Fútbol de 1998 que a la larga fue buena, pero que atravesó momentos muy difíciles. En los 5 primeros partidos, el equipo solo había logrado 3 puntos, producto de 3 empates en casa. Justamente, tras el primero de estos empates, en Lima frente a Colombia por la segunda fecha, el capitán José "Chemo" del Solar anunció su renuncia a la selección, agobiado por las constantes críticas a su desempeño y su supuesto manejo del equipo y las convocatorias. El rendimiento de la selección en el torneo mejoró con el paso de los partidos, logrando importantes victorias, como a Chile de local, a Colombia de visita y a Uruguay de local. 
El partido más recordado de aquella eliminatoria y el punto de quiebre fue el llevado a cabo en Santiago de Chile. A falta de tres fechas, Perú ocupaba la cuarta posición en la tabla, en zona de clasificación y llevaba 3 puntos de ventaja sobre Chile, por lo que viajó con la intención de rescatar un empate o una victoria que asegure el regreso al Mundial. Sin embargo, lo que enfrentaron en aquel viaje sobrepasó por mucho lo futbolístico. El equipo fue hostigado y agredido constantemente desde que aterrizó en Santiago. Los jugadores fueron diariamente insultados con todo tipo de calificativos racistas, el bus en el que se trasladaban fue apedrado en diferentes oportunidades, los hinchas y periodistas peruanos que intentaban acompañar a su selección fueron atacados, el reconocimiento del estadio fue obstaculizado y hasta las puertas de las habitaciones del hotel de primera categoría en el que se quedaba la selección eran pateadas violentamente en el medio de la madrugada la noche previa al partido.
Según denunciaron luego jugadores y miembros de la delegación peruana, todo esto se llevó a cabo con beneplácito de las autoridades chilenas. "Nos tiraban bolsas con caca y botellas de vidrio. Los carabineros solo miraban, ellos permitieron la agresión", relataría después 'Pocho' Dulanto, defensa de la selección. El resultado final de aquel partido fue de 4-0 en favor de los chilenos. El golpe futbolístico y anímico producto de aquel partido fue irremontable y la selección peruana se quedó finalmente fuera del Mundial de Francia 98, por diferencia de goles. A pesar de las numerosas críticas que recibió Oblitas por el fracaso, por los siguientes 20 años este proceso sería recordado como el que tuvo a Perú más cerca de un Mundial, hasta la clasificación al Mundial de Rusia 2018 en la que Oblitas tuvo un papel importante como director deportivo.
Dos años después del fracaso en las eliminatorias, en la Copa América 1999 Perú fue eliminado en cuartos de final por penales ante México y la salida de Oblitas del cargo se hizo definitiva.
Volvió a Sporting Cristal el domingo 19 de septiembre de 1999, a partir de la 10.ª fecha del torneo Clausura. Se mantuvo en el club rimense hasta el 21 de abril del 2001. En el año 2003 es contratado por la Liga Deportiva Alajuelense de Costa Rica y se queda poco tiempo por problemas con la directiva. En el 2004 es contratado por la Universidad San Martín de Porres y solo se mantiene en el equipo dos meses. En agosto de ese mismo año es contratado por Liga de Quito, club con el cual obtiene sus mejores logros como entrenador. Llega hasta las semifinales de la Copa Sudamericana 2004. Al año siguiente se corona campeón del fútbol ecuatoriano y llega también a las semifinales de la Copa Sudamericana 2005. En agosto del 2006 deja al equipo ecuatoriano.
Fue nombrado nuevamente entrenador de Sporting Cristal desde el torneo Clausura 2007 donde en la fecha 3 entraron en zona de descenso y al final lograron salvar la categoría quedando el cuadro bajopontino en el puesto 10 de la tabla acumulada. En el 2008 logró cuajar un equipo competitivo a nivel local, con jugadores de experiencia y con juveniles provenientes de las divisiones menores del Sporting Cristal. Al año siguiente se desempeñó nuevamente como entrenador de Sporting Cristal en el cual concluyó su carrera de dirección técnica con una desastrosa campaña, dejando al club cervecero como uno de los equipos más irregulares del torneo 2009, sin opción a ninguna competencia internacional.

### Selección nacional
Ha sido internacional con la Selección de fútbol del Perú en 64 ocasiones y marcó 11 goles. Debutó con la selección el 4 de marzo de 1973 en un partido contra Guatemala. 
Con la Selección peruana fue campeón de la Copa América 1975, donde uno de los goles que más se recuerdan es el gol de chalaca en el partido en que Perú se impuso a Chile por 3-1. Fue figura clave en las eliminatorias al mundial Argentina 1978, donde anotó 4 goles y jugó los Mundiales de Argentina 1978 y España 1982. Sus últimas actuaciones con la blanquirroja fueron en las eliminatorias para México 1986 donde anotó el único gol en la victoria peruana frente a la Argentina de Maradona y Pasarella, fue 1-0 en Lima.
El 23 de junio de 1985, la selección peruana derrotó 1-0 a Argentina con gol de Juan Carlos Oblitas a Fillol, en partido correspondiente a las eliminatorias de México 1986. Su último partido con la selección lo jugó el 3 de noviembre de 1985 en un partido contra Chile.
Preparándose para el mundial España 1982 la Selección Peruana realizó una gira por Estados Unidos, Europa y  África. El partido más sobresaliente de esta gira fue el disputado contra la poderosa Francia de Michel Platini en el Parque de los Príncipes en París, donde Perú se impuso 1-0 con gol de Juan Carlos Oblitas.

### Participaciones en Copas del Mundo
| Mundial                        | Sede      | Resultado        |
| ------------------------------ | --------- | ---------------- |
| Copa Mundial de Fútbol de 1978 | Argentina | Cuartos de final |
| Copa Mundial de Fútbol de 1982 | España    | Primera fase     |

### Participaciones en Copa América
| Copa              | Sede          | Resultado | PJ | Goles | Media goleadora |
| ----------------- | ------------- | --------- | -- | ----- | --------------- |
| Copa América 1975 | Sin sede fija | Campeón   | 9  | 3     | 0.33            |

### Participaciones en Preolímpicos
| Torneo                  | Sede     | Resultado | PJ | Goles | Media goleadora |
| ----------------------- | -------- | --------- | -- | ----- | --------------- |
| Preolímpico Sub-20 1971 | Paraguay | Semifinal | 5  | 2     | 0.40            |

## Clubes

### Como futbolista
| Club             | País    | Año         |
| ---------------- | ------- | ----------- |
| Nacional FBC     | Perú    | 1965 - 1967 |
| Universitario    | Perú    | 1968 - 1975 |
| Elche CF         | España  | 1975        |
| Tiburones Rojos  | México  | 1976 - 1977 |
| Sporting Cristal | Perú    | 1977 - 1980 |
| Standard Lieja   | Bélgica | 1980 - 1981 |
| R.F.C. Seraing   | Bélgica | 1981 - 1984 |
| Universitario    | Perú    | 1984 - 1985 |

### Selección nacional
| Selección                | Año   | Amistoso | Amistoso | Copa América | Copa América | Eliminatorias | Eliminatorias | Copa del Mundo | Copa del Mundo | Total | Total |
| Selección                | Año   | PJ       | G        | PJ           | G            | PJ            | G             | PJ             | G              | PJ    | G     |
| ------------------------ | ----- | -------- | -------- | ------------ | ------------ | ------------- | ------------- | -------------- | -------------- | ----- | ----- |
| Selección Peruana · Perú | 1973  | 2        | 0        | -            | -            | 1             | 0             | -              | -              | 3     | 0     |
| Selección Peruana · Perú | 1975  | 4        | 1        | 9            | 3            | -             | -             | -              | -              | 13    | 4     |
| Selección Peruana · Perú | 1977  | 5        | 0        | -            | -            | 6             | 4             | -              | -              | 11    | 4     |
| Selección Peruana · Perú | 1978  | 5        | 0        | -            | -            | -             | -             | 6              | 1              | 11    | 1     |
| Selección Peruana · Perú | 1981  | 0        | 0        | -            | -            | 4             | 0             | -              | -              | 4     | 0     |
| Selección Peruana · Perú | 1982  | 2        | 1        | -            | -            | -             | -             | 3              | 0              | 5     | 1     |
| Selección Peruana · Perú | 1984  | 2        | 0        | -            | -            | -             | -             | -              | -              | 2     | 0     |
| Selección Peruana · Perú | 1985  | 8        | 0        | -            | -            | 6             | 1             | -              | -              | 14    | 1     |
| Selección Peruana · Perú | Total | 28       | 2        | 9            | 3            | 17            | 5             | 9              | 1              | 63    | 11    |

### Resumen estadístico
| Competición              | Encuentros | Goles |
| ------------------------ | ---------- | ----- |
| Primera División         | 388        | 76    |
| Copa Libertadores        | 32         | 4     |
| Selección Peruana        | 63         | 11    |
| Selección Peruana Sub-20 | 3          | 2     |
| Total                    | 486        | 93    |

### Como entrenador
| Club                         | País       | Año         |
| ---------------------------- | ---------- | ----------- |
| Universitario                | Perú       | 1987 - 1990 |
| Sporting Cristal             | Perú       | 1990 - 1992 |
| Sporting Cristal             | Perú       | 1993 - 1995 |
| Selección de fútbol del Perú | Perú       | 1996 - 1999 |
| Sporting Cristal             | Perú       | 1999 - 2001 |
| Alajuelense                  | Costa Rica | 2003        |
| Liga de Quito                | Ecuador    | 2004 - 2006 |
| Sporting Cristal             | Perú       | 2007 - 2009 |

### Como director deportivo
| Club                         | País | Año         |
| ---------------------------- | ---- | ----------- |
| Sporting Cristal             | Perú | 2010 - 2014 |
| Selección de fútbol del Perú | Perú | 2015 - 2022 |

## Palmarés

### Como Futbolista

#### Campeonatos nacionales
| Título                      | Club             | País    | Año  |
| --------------------------- | ---------------- | ------- | ---- |
| Liga Peruana de Fútbol      | Universitario    | Perú    | 1969 |
| Liga Peruana de Fútbol      | Universitario    | Perú    | 1971 |
| Liga Peruana de Fútbol      | Universitario    | Perú    | 1974 |
| Liga Peruana de Fútbol      | Sporting Cristal | Perú    | 1979 |
| Liga Peruana de Fútbol      | Sporting Cristal | Perú    | 1980 |
| Segunda División de Bélgica | RFC Seresien     | Bélgica | 1982 |
| Liga Peruana de Fútbol      | Universitario    | Perú    | 1985 |

#### Copas internacionales
| Título       | Equipo                       | País | Año  |
| ------------ | ---------------------------- | ---- | ---- |
| Copa América | Selección de fútbol del Perú | Perú | 1975 |

### Como entrenador

#### Campeonatos nacionales
| Título                 | Club             | País    | Año  |
| ---------------------- | ---------------- | ------- | ---- |
| Liga Peruana de Fútbol | Universitario    | Perú    | 1987 |
| Liga Peruana de Fútbol | Sporting Cristal | Perú    | 1991 |
| Liga Peruana de Fútbol | Sporting Cristal | Perú    | 1994 |
| Liga Peruana de Fútbol | Sporting Cristal | Perú    | 1995 |
| Serie A Ecuatoriana    | Liga de Quito    | Ecuador | 2005 |

#### Campeonatos nacionales cortos
| Título                   | Club             | País | Año     |
| ------------------------ | ---------------- | ---- | ------- |
| Campeonato Metropolitano | Universitario    | Perú | 1987    |
| Campeonato Metropolitano | Universitario    | Perú | 1988    |
| Campeonato Metropolitano | Universitario    | Perú | 1989-II |
| Campeonato Metropolitano | Universitario    | Perú | 1990-I  |
| Campeonato Metropolitano | Sporting Cristal | Perú | 1991-I  |
| Campeonato Metropolitano | Sporting Cristal | Perú | 1991-II |

### Distinciones personales
| Distinción                                                                  | Año  |
| --------------------------------------------------------------------------- | ---- |
| Mejor jugador joven del Campeonato Descentralizado                          | 1971 |
| Mejor puntero izquierdo de la Copa América                                  | 1975 |
| Incluido en el equipo ideal del Siglo de Universitario elaborado por Libero | 2012 |
| Premio por la destacada trayectoria futbolística CONMEBOL                   | 2015 |

## Comentarios
"El de Oblitas es un golazo... Así no más no se ven goles de esa categoría en las canchas... Un gol para la historia."
Teófilo Salinas Fuller, presidente de la CONMEBOL